# Temitope Adeshina
Temitope Adeshina de son vrai nom Temitope Simbiat Adeshina née le 11 novembre 1998 est une athlète nigériane spécialiste du saut en hauteur. 
Elle fait ses études secondaires au collège la trinité au Nigeria avant d'intégrer la Texas Tech University en 2023 aux Etats Unis,.

## Carrière
En 2024, Temitope remporte la médaille d'or à cinq compétitions à savoir: le Texas Tech Corky Classic meet et le Big 12 Indoor Championships à Lubbock; , le DeLoss Dodds Invitational and Combined Events à Manhattan; le Big 12 Outdoor Track & Field Championship à Waco et le championnat nigérian d'athlétisme dans la ville de Benin. La même année, elle porte la médaille d'argent lors du Texas Tech Corky/Crofoot Shoutout à Lubbock et le Tom Jones Memorial Invitational à Gainesville aux Etats Unis. La médaille de bronze est portée aux NCAA NCAA Division I Outdoor Track & Field Championships à Eugène et aux championnats d'Afrique d'athlétisme à Douala ,,,.
En 2023, lors des Lagos Athletics Serie League, elle remporte la médaille d'or à Lagos. 
En 2022, c'est la médaille d'or qu'elle remporte lors des championnats nigérians d'athlétisme à Benin et ma médaille d'argent aux championnats d'Afrique d'athlétisme tenus à Saint-Pierre à Maurice,.
Pendant les Texas Tech Corky Classic de 2024, elle bat le record nigérian préalablement détenu par Doreen Amata avec un saut de 1,97 m. 

## Palmarès
| Date | Compétition                                         | Lieu         | Résultat | Epreuves        | Marques |
| ---- | --------------------------------------------------- | ------------ | -------- | --------------- | ------- |
| 2024 | Championnat d'Afrique d'athlétisme                  | Douala       | 2e       | Saut en hauteur | 1,84 m  |
| 2024 | NCAA Division I Outdoor Track & Field Championships | Eugène       | 3e       | Saut en hauteur | 1,97 m  |
| 2024 | Texas Tech Corky Classic                            | Lubbock      | 1re      | Saut en hauteur | 1,96 m  |
| 2024 | Championnat nigérian                                | Bénin        | 1re      | Saut en hauteur | 1,95 m  |
| 2024 | DeLoss Dodds Invitational and Combined Events       | Manhattan    | 1re      | Saut en hauteur | 1,90 m  |
| 2024 | Big 12 Indoor Championships                         | Lubbock      | 1re      | Saut en hauteur | 1,90 m  |
| 2024 | Big 12 Outdoor Track & Field Championship           | Waco         | 1re      | Saut en hauteur | 1,90 m  |
| 2024 | Texas Tech Corky/Crofoot Shoutout                   | Lubbock      | 2e       | Saut en hauteur | 1,88 m  |
| 2024 | Tom Jones Memorial Invitational                     | Gainesville  | 2e       | Saut en hauteur | 1,79 m  |
| 2023 | Lagos Athletics Serie League                        | Lagos        | 1re      | Saut en hauteur | 1,94 m  |
| 2022 | Championnat d'Afrique d'athlétisme                  | Saint-Pierre | 2e       | Saut en hauteur | 1,79 m  |
| 2022 | Championnats nigérians d'athlétisme                 | Benin        | 1re      | Saut en hauteur | 1,88 m  |